# エマニュエル・オボ
エマニュエル・オボ（Emmanuel Obbo, A. J.、1952年10月7日 - ）は、ウガンダのローマ・カトリック教会の司祭であり、2014年1月2日からカトリック・トロロ大司教区の大司教を務めている。それ以前には、2007年7月27日から2014年1月2日まで、ソロティ司教区の司教であった。

## 生い立ちと叙階
オボは、1952年10月7日に、当時のキレワ副郡 (Kirewa Sub-county)、後のウガンダの東部地域トロロ県、ナゴケ村 (Nagoke Village) に生まれた。1986年12月31日に叙階。2007年7月27日まで、トロロ大司教区で司祭を務めた。

## 司教として
2007年7月27日、オボはソロティ司教区の司教に指名され、10月6日にソロティの名誉司教エラスムス・デジデリウス・ワンデラの按手、トロロ大司教デニス・キワヌカ・ロテとトロロ副司教ジェームズ・オドンゴの介助によって昇叙された。
2014年1月2日、オボはトロロ大司教に指名され、同時に、ソロティ司教区の教区管理者に指名された。2014年3月1日、大司教の就任式がおこなわれた。2019年7月現在、オボはトロロ大司教であり、ソロティ司教区の教区管理者である。
| 先代 デニス・キワヌカ・ロテ (2007年 - 2014年) | カトリック・トロロ大司教 2014年 - 現在 | 次代 （現職） |